# Ciao America (album)
| Recensione | Giudizio |
| ---------- | -------- |
| Newsic.it  | 6/10     |
| Rockol     | 7,5/10   |

Ciao America è il nono album in studio del rapper e cantautore italiano Dargen D'Amico, pubblicato il 2 febbraio 2024 dalla Universal.

## Tracce
1. Metà di qualcosa (feat. Rkomi e Vincenzo Fasano) – 3:25 (musica: Gianluigi Fazio, Lvnar)
2. Complicarti la vita (feat. Guè e Beatrice Quinta) – 3:06 (musica: Gianluigi Fazio, Edwyn Roberts)
3. Pelle d'oca – 2:44
4. Energia electronica – 2:49 (musica: Gianluigi Fazio)
5. 6 di sera – 4:05
6. La chiave – 3:33
7. La goccia – 4:02
8. Check-In – 3:52
9. 1000 persone – 3:50
10. Patto di fango – 3:14
11. 1/2 kilo – 2:44
12. Vita x sempre – 3:50

Traccia bonus nella riedizione streaming
1. Onda alta – 3:34

## Formazione
Musicisti
- Dargen D'Amico – voce
- Rkomi e Vincenzo Fasano – voci aggiuntive (traccia 2)
- Guè e Beatrice Quinta – voci aggiuntive (traccia 3)

## Classifiche
| Classifica (2024) | Posizione massima |
| ----------------- | ----------------- |
| Italia            | 9                 |